# Zlatan Arnautović
Zlatan Arnautović (Prijedor, 2 de setembro de 1956) é um ex-handebolista profissional bósnio, campeão olímpico pela Seleção Iugoslava em 1984. 
Zlatan Arnautović fez parte do elenco medalha de ouro de Los Angeles 1984. Em Olimpíadas jogou 12 partidas como goleiro.

## Títulos
- Jogos Olímpicos:
  - Ouro: 1984